# Paratelecrinus cubensis
Paratelecrinus cubensis is een haarster uit de familie Antedonidae.
De wetenschappelijke naam van de soort werd in 1881 gepubliceerd door Philip Herbert Carpenter.